# Wydundra fitzroy
Wydundra fitzroy är en spindelart som beskrevs av Norman I. Platnick och Baehr 2006. Wydundra fitzroy ingår i släktet Wydundra och familjen Prodidomidae.
Artens utbredningsområde är Queensland. Inga underarter finns listade i Catalogue of Life.